# Liturgusa sinvalnetoi
Liturgusa sinvalnetoi es una especie de mantis de la familia Liturgusidae.

## Distribución geográfica
Se encuentra en Brasil.